# 적자생존
적자생존(適者生存, 영어: Survival of the fittest)은 1864년 영국의 철학자인 허버트 스펜서가 《Principles of Biology》에서 처음으로 사용한 인간들의 사회적 생존경쟁의 원리를 함축시킨 사회-철학 용어로 처음으로 사용되었다. 이 용어는 찰스 다윈에 의해 생물체나 집단체의 다양한 환경 적응력이 높을 수록 오래 살아남는다는 의미를 가진 진화론 영역의 과학 용어로 더 확고한 뜻으로 발전되었으며 그것은 그의 저서인 《종의 기원》에서 잘 나타났으며 자연선택 이론에도 큰 영향을 미쳤다. 적자생존 그 자체는 생존에 의한 적자 결정인 과학적 용어로 사용되며, 실질적으로는 과학 분야에 속한다.
적자생존 이론의 경우는 다윈주의를 따랐던 주류 학자들이 '적자생존'을 표현할 때 주로 '적자생존론'이라고 표현하며 '적자생존설'의 경우는 순환론자나 창조주의자들에 의해 많이 불리는 이름이다.

## 개요

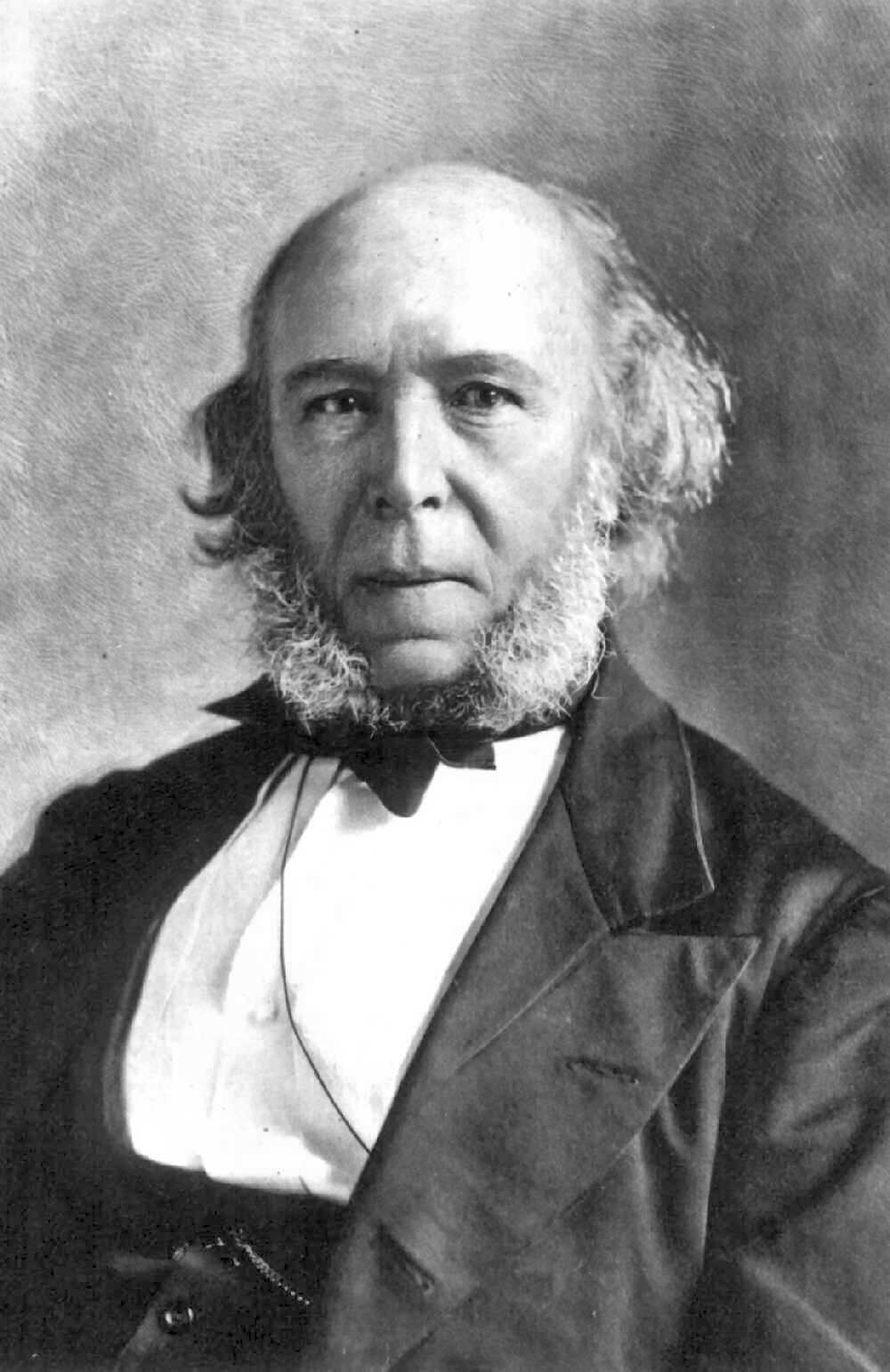
허버트 스펜서 그는 적자생존이라는 단어를 처음으로 사용했다.

적자생존은 사회진화론의 이론 토대가 되는 역할을 지녔으며, 찰스 다윈의 진화론 저서인 《struggle for existence》에서는 다양한 환경에서 적응하려고 노력하는 생물체가 어느한 특정 시대에서 생존할 기회가 높다고 표현하였다. 그것은 가장 확실하면서도 객관적인 해답을 주는 "생물 변화의 메커니즘"에 입각한 정확한 첫표현이었으며, 적자생존론은 과거에서 오늘날까지 생물체가 진화 또는 이어온 그 '이유'를 적합하게 설명할 수 있다.
이론적으로는 종의 한 개체인 생물체의 유전 형질이 해당 생물체에 속한 환경에 가장 적합하다면, 그러한 환경 유전으로 인해 다음 생물체의 경우도 해당 환경에 적응하기 점진적으로 쉬워지며 결과적으로는 그 종이 생존할 확률이 높으며 확산할 확률도 동시에 높아진다. 또한 이러한 종에 대한 유전 형질 또한 점진적으로 진화된다. 이렇듯이 적자생존이란 개념은 자연선택 과정에 대한 이론 형성에 필수적인 역할을 한다.
자주 혼동되는 개념은 종종 환경에 잘 적응하는 생물체를 표현하는 '적자'라는 표현은 해당 시대의 '강자'로서 '약육강식'이라는 전혀 다른 개념과 혼동되는 경우가 많으나, 적자생존은 오로지 해당 시대의 환경에 잘 적응하는 생물을 표현했을 뿐 '강자'와 '약자'를 특별히 정의하지 않았으므로 이런 비유는 잘못된 것이다. 그 대표적인 예로 백악기에 최고의 강자로 불리던 파충류 생물인 공룡의 경우도 결국 멸종하고 말았으며, 공룡보다 상대적으로 '약자'에 속한 여러 생물체들중 오늘날 존재하는 생물체도 더러있다. 또한 이런 적자를 결정하는 요소가 "생존" 그 자체임을 감안하고 보면 이는 약육강식과는 아무 관련이 없음을 알 수 있다.
때문에 적자생존론은 '약육강식'의 원리보다는 어떠한 환경에서의 적응력만을 표현했다. 그러나 당시 '적자생존'이 '약육강식'과 혼용되어 적자생존론(넓게 말하자면 사회진화론) 색체가 띠는 우생학을 파생시키는 결과도 초래했었다.
적자생존의 정의는 생물학적인 해석과 사회-철학적인 해석 또는 경제학적인 뜻이 전혀 다르며 그  전자의 경우는 어떠한 '종'의 진화 또는 퇴보를 설명할 때 쓰이는데 이렇게 생물학적(과학적)인 의미로써의 용어는 주로 찰스 다윈을 비롯한 과학자들의 연구 대상이 되어왔으며,, 후자의 경우는 시장 경제의 원리나 인간이 구성한 사회에서의 적응력을 설명할 때 쓰이며 주로 허버트 스펜서의 이론이 많이 이용된다. 특히 경제학에서의 '적자생존' 용어는 허버트 스펜서가 1884년에 저작한 《The Man Versus The State》에서도 잘나타나있다. 전자의 경우 직접적인 환경 적응력을 필요로 하지만, 후자의 경우는 어떠한 '환경 현상'이 아닌 인간으로 이루어진 어떠한 사회에서의 관계 변화를 전자의 '환경 현상'과 일치하게 비유했다는 점이다.
이를 종합해보면 다윈을 비롯한 진화 생물학자들이 사용하는 "적자생존"의 의미와 사회적 진화론의 적자생존의 의미가 어떻게 보면 정반대를 가리키기도 하는 것을 볼 수 있는데, 전자의 경우, 관찰되는 사실로서 생존자가 적자가 되는 것이고, 후자의 경우 적자를 미리 결정하고 들어가는 것이 된다.

## 불합리한 비판들
- 순환론에 의한 비판: 적자생존은 서로 상호하는 순환적인 현상을 한가지 현상만으로 응축시켰다는 비판을 받는데, 적자생존이 정의한 "해당 환경에 적응을 잘하는 생물이 생존할 확률도 높다."라는 문구는 즉, 이것을 다시 말하면 '적합하니까 살아남는다'이고 이것은 곧 '살아남으니까 적합하다.'라고 표현될 수 있다. 때문에 순환되는 상호현상을 한가지로만 정의했다는 비판을 받는다. 이 주장은 과학에서 사용되는 적자 생존과는 거리가 멀다. 왜냐하면 과학에서 사용하는 적자생존은 "적자가 생존한다"라는 것이 아니라 "생존자가 적자이다"라는 의미이기 때문이다.

- 운자생존론에 의한 비방: 생물체는 특정 시기에 적응을 잘하여 생존할 수 있지만, 어떠한 생물체는 단순히 운이 좋아 현재까지 그 명맥을 이어온 생물체일 수도 있기 때문에 적자생존은 생물 현상의 메커니즘에 있어서 절대적인 논리가 될 수 없다는 비판을 받는다. 생물체의 생존성에 '운'이 개입되었다는 증거는 현대에 나타난 수많은 합성된 유전자로 인해 진화된 여러 생물과 적응력이 약한 생물의 존재로 입증이 되기 때문이다. 이 주장은 적자생존을 제대로 이해하지 못한 생각이다. 적자생존론의 기본은 적자가 생존하는 것이 아닌, 살아남은자가 적자라는 의미이다.

- 창조주의에 의한 비방: 생물체는 처음부터 누군가에 의해 탄생되었을 때 처음부터 적응력, 지능이 높은 생물체와 낮은 생물체가 구별되었기 때문에 이러한 진화적 논리는 무용지물이라는 비방을 받는다. 그러나 이것은 아예 시작부터 잘못된 생각으로, 창조주의자들의 주장에 따르면 화석은 설명자체가 불가능해지게 된다.

## 같이 보기
- 우생학
- 이타주의
- 자본주의
- 사회생태주의
- 사회진화론
- 창조론
- 사상의 자유
- 다윈주의
- 상리공생